# Provincia di Huacaybamba
La provincia di Huacaybamba è una provincia del Perù, situata nella regione di Huánuco.

## Geografia antropica

### Suddivisioni amministrative
È divisa in 4 distretti:
- Canchabamba
- Cochabamba
- Huacaybamba
- Pinra